# Putlitz

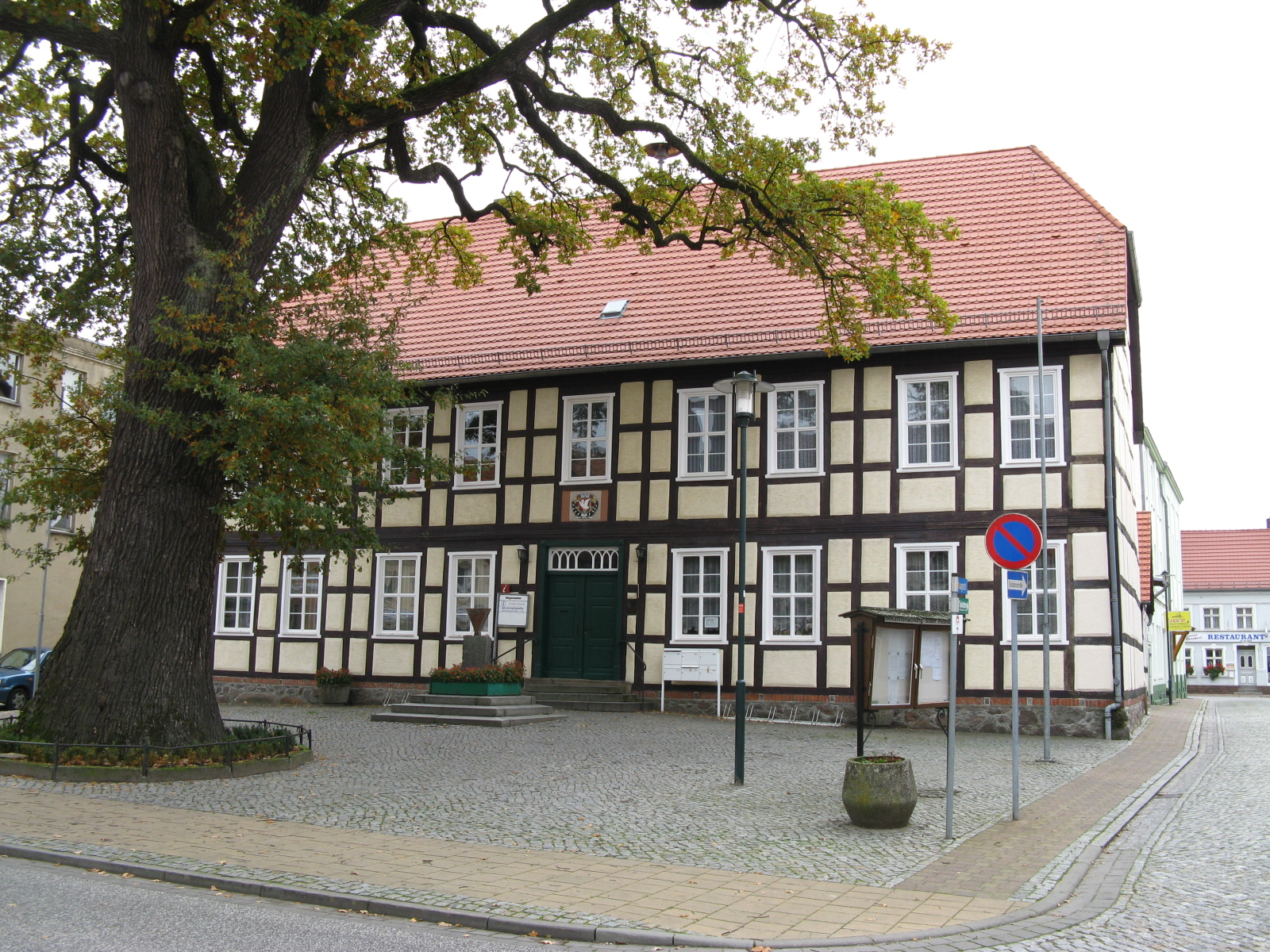
Mairie de Putlitz

Putlitz est une ville du nord-ouest de l'arrondissement de Prignitz dans le Brandebourg (Allemagne).

## Géographie
Putlitz est traversée par la rivière Stepenitz et se situe à côté de plusieurs parcs naturels et sites protégés comme les parcs naturels de Stepenitz et de Marienfliess, le lac de Mathildenhof et le bois de Putlitz.
La municipalité de Putlitz comprend la ville de Putlitz, avec Karlshof, et aussi les villages de Laaske, avec Jakobsdorf, de Lockstädt, de Lütckendorf, de Mansfeld, de Nettelbeck, avec Krumbeck, de Porep, de Sagast et Neu Sagast, de Telschow et Weitgendorf.

## Histoire
Putlitz est l'une des villes les plus anciennes de la région de la Prignitz, puisqu'elle est mentionnée en 946 dans un document dans lequel Othon Ier ordonne la fondation d'un évêché à Havelberg et évoque la forteresse de Pochlustin. La région, peuplée de Wendes, est pacifiée et colonisée à cette époque, mais il faut attendre le début du XIIe siècle pour qu'elle le soit entièrement. Le chevalier Johannes Gans, venant de l'Altmark, prend possession du château et des domaines en 1179. Ses descendants sont les fondateurs de la ville de Putlitz qui reste le berceau de la famille Gans von Pulitz jusqu'en 1945. Putlitz fait partie du diocèse de Havelberg jusqu'à la Réforme et l'évêque en a la seigneurie, car Putlitz, contrairement à d'autres villes de la région, est une ville médiate. Elle accède au rang de paroisse en 1259 et obtient le droit de marché en 1543. La ville est plusieurs fois ravagée par des incendies, surtout celui de 1638. Elle est presque désertée après la Guerre de Trente Ans. Ce n'est qu'après 1652 que des colons venus de Saxe de Hanovre et du Holstein viennent la repeupler. Il y avait à peu près six cents habitants en 1700. Une école ouvre en 1734. La ville comptait 1 852 paroissiens évangéliques-luthériens en 1885.
Putlitz ouvre une gare en 1896 qui la relie en chemin de fer à Pritzwalk, puis à Perleberg en 1911 et à Suckow en 1912. La ville est électrifiée en 1921 et reliée au réseau du gaz en 1995.

## Démographie
| 1875 | 4 628 |
| 1890 | 4 291 |
| 1910 | 4 292 |
| 1925 | 4 493 |
| 1933 | 4 611 |
| 1939 | 4 308 |
| 1946 | 6 520 |
| 1950 | 6 391 |
| 1964 | 4 832 |
| 1971 | 4 760 |

| 1981 | 3 929 |
| 1985 | 3 753 |
| 1989 | 3 733 |
| 1990 | 3 694 |
| 1991 | 3 599 |
| 1992 | 3 532 |
| 1993 | 3 481 |
| 1994 | 3 470 |
| 1995 | 3 422 |
| 1996 | 3 405 |

| 1997 | 3 332 |
| 1998 | 3 329 |
| 1999 | 3 329 |
| 2000 | 3 244 |
| 2001 | 3 209 |
| 2002 | 3 193 |
| 2003 | 3 147 |
| 2004 | 3 098 |
| 2005 | 3 068 |
| 2006 | 3 009 |

| 2007 | 2 973 |
| 2008 | 2 921 |
| 2009 | 2 850 |
| 2010 | 2 780 |
| 2011 | 2 761 |
| 2012 | 2 758 |
| 2013 | 2 730 |

## Personnalités liées à la ville
- Gottfried Benn (1886-1956), écrivain né à Mansfeld.

## Jumelage
- Kaltenkirchen (Allemagne)

## Tourisme et monuments

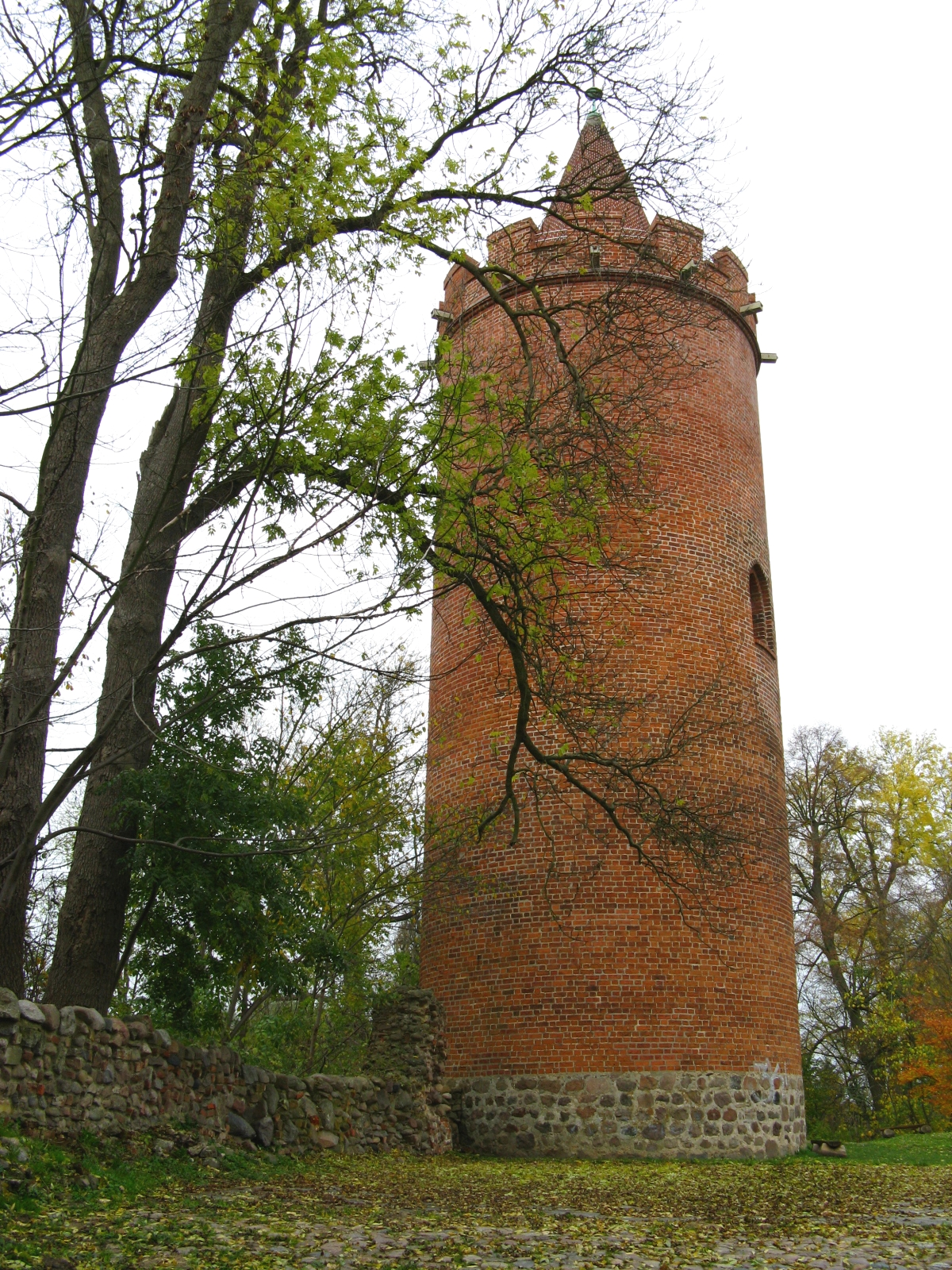
Tour de guet de l'ancien château-fort

- Ruines du mur d'enceinte du château fort (XIVe siècle) avec tour de guet
- Mairie et ancienne maison de l'apothicaire
- Château de Philipshof (fin XIXe)
- Monuments funéraires au cimetière en mémoire des prisonniers de guerre britanniques (avec aussi des soldats venant des Indes britanniques) et polonais tués, ainsi que leurs gardiens allemands, par les SS en avril 1945.
- Sculpture de Gerhard Genz (1954) en mémoire des victimes du national-socialisme, appelées par la république démocratique allemande Opfer der Faschismus, devant la mairie.
- Pont de pierre au-dessus du Freudenbach
- Maisons anciennes de la rue Ernst-Thälmann.
- Église évangélique-luthérienne Saint-Nicolas, construite en 1894, avec un clocher néogothique (1909) et des éléments Jugendstil.

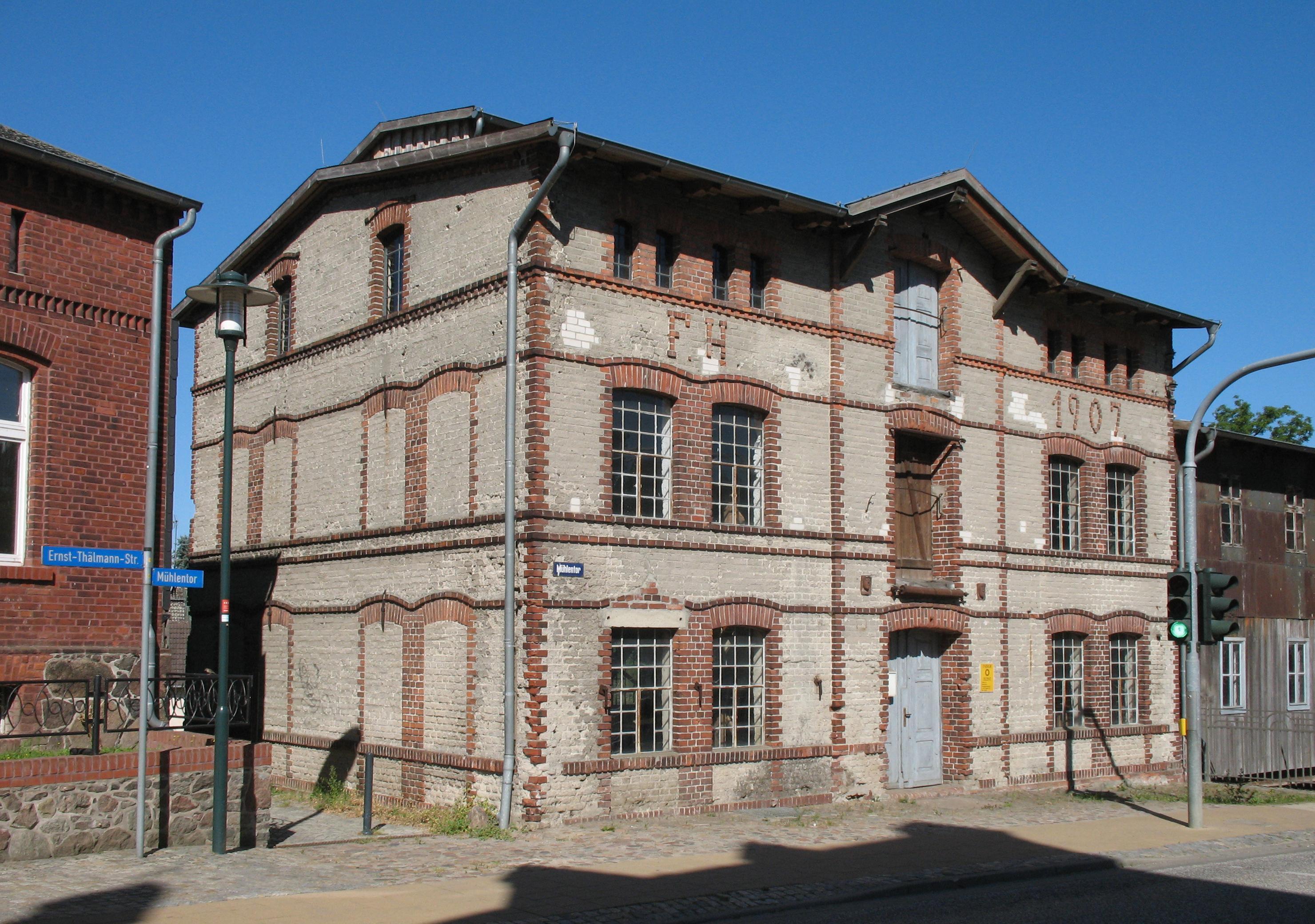
Moulin à eau, rue Ernst-Thälmann.
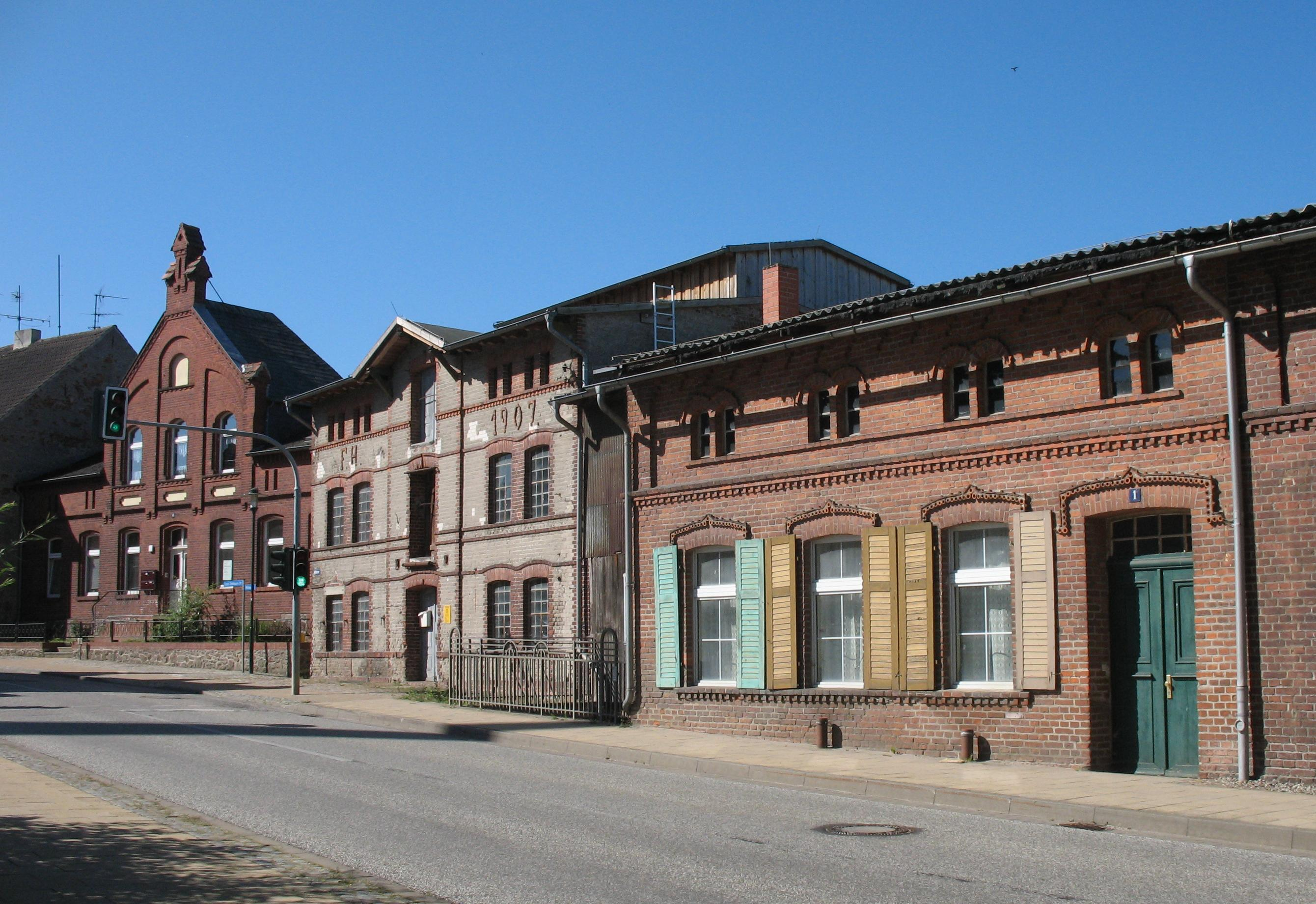
Moulin à eau, autre vue.